# Mammillaria perezdelarosae
Mammillaria perezdelarosae là một loài thực vật có hoa trong họ Cactaceae. Loài này được Bravo & Scheinvar mô tả khoa học đầu tiên năm 1985.

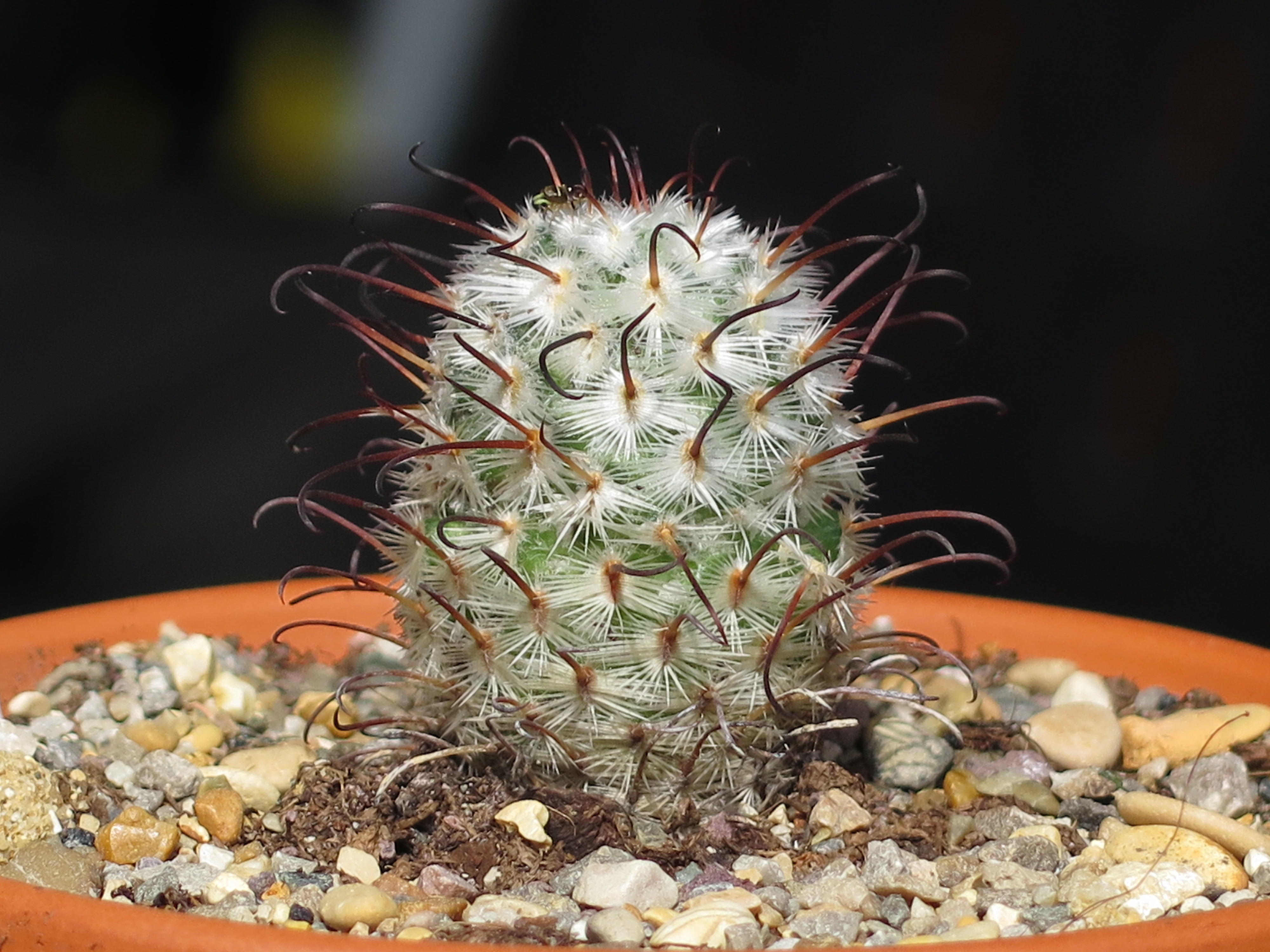
Mammillaria perezdelarosae

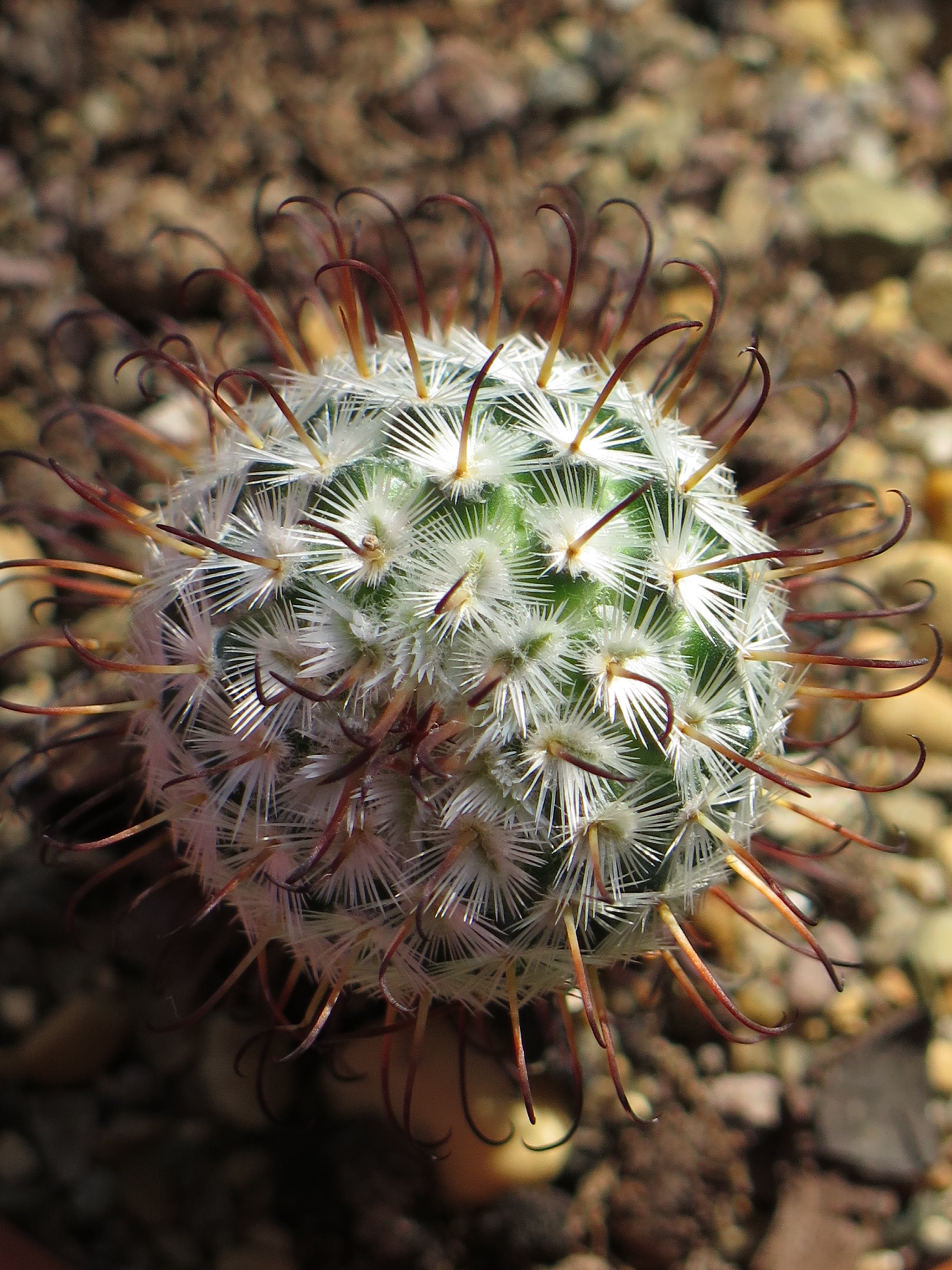
Nhìn từ trên